# Björktagellav
Björktagellav (Bryoria simplicior) är en lavart som först beskrevs av Vain., och fick sitt nu gällande namn av Brodo & D. Hawksw. Björktagellav ingår i släktet Bryoria och familjen Parmeliaceae.  Arten är reproducerande i Sverige. Inga underarter finns listade i Catalogue of Life.